# Town Hall Arts Center
Das Town Hall Arts Center, ehemals das Rathaus von Littleton, befindet sich im Stadtzentrum von Littleton, Colorado, und ist seit über 30 Jahren ein professionelles Theater, das Komödien, Musicals und Theaterstücke für den Großraum Denver produziert. Das Gebäude wurde am 4. September 1980 in das National Register of Historic Places aufgenommen.

## Littleton Town Hall (1920–1977)
Das vom Architekten Jacques Benedict aus Colorado entworfene und 1920 errichtete Gebäude im italienischen Stil beherbergte das Büro des Schatzmeisters, die Ratskammern, die Räume für Feuerwehrfahrzeuge und -schläuche sowie ein großes Auditorium im zweiten Stockwerk. Das Design wurde vom Palazzo della Ragione in Vicenza, Norditalien, inspiriert, weist aber auch amerikanische Elemente auf, wie den Adler in den Lünetten über den Fenstern des zweiten Stocks und die Blume des Staates Colorado, die Akelei, an der Fassade.
Der Grundriss wurde ab den 1950er Jahren geändert, um Büros hinzuzufügen. Das Rathaus war eines der ersten Gebäude, das 1972 unter Denkmalschutz gestellt wurde. Ein neues Bürogebäude wurde 1977 von der Stadt Littleton bezogen. Durch Spendenaktionen und andere Bemühungen wurde es 1983 als Zentrum für darstellende Künste und als Kunstgalerie eröffnet.

## Town Hall Arts Center (Seit 1983)
Das Town Hall Arts Center ist heute ein Live-Theater, Kulturzentrum und eine Kunstgalerie, die in der Produktionssaison von September bis Juni sechs Musicals oder Komödien und sieben bis acht Konzerte auf der Hauptbühne zeigt. Das Theaterprogramm für Kinder produziert jährlich zwei Aufführungen mit professionellen Schauspielern. Für Schüler im Alter von sieben bis siebzehn Jahren werden das ganze Jahr über Kurse in Bühnenhandwerk, Schauspiel und kreativer Dramaturgie angeboten.

## Notiz
- Kenneth Foster: Arts Leadership: Creating Sustainable Arts Organizations. Taylor & Francis, 2018, ISBN 978-1-351-72866-9 (englisch, google.com). - Information about how the Town Hall Arts Center programs were developed